# 科瑞卡足球俱樂部
科瑞卡足球俱樂部（NK Krka）是斯洛文尼亞的一家足球俱樂部，球隊現在參加斯洛文尼亞足球甲級聯賽的賽事。球隊成立於1922年.